# Liste der Ministerien in Frankreich
Die Liste zeigt die aktuellen 16 Ministerien (Kabinett Castex) der Französischen Republik.

## Liste
| Name (französische Bezeichnung)                                                                | Name (deutschsprachige Übersetzung)                                                | Foto | Gründung |
| ---------------------------------------------------------------------------------------------- | ---------------------------------------------------------------------------------- | ---- | -------- |
| Ministère de l’Europe et des Affaires étrangères                                               | Ministerium für Europa und Äußeres                                                 |      | 1547     |
| Ministère de la Transition écologique                                                          | Ministerium für den ökologischen Übergang                                          |      | 1971     |
| Ministère de l’Éducation nationale, de la Jeunesse et des Sports                               | Ministerium für nationale Bildung, Jugend und Sport                                |      | 1828     |
| Ministère de l’Économie, des Finances et de la Relance                                         | Ministerium für Wirtschaft, Finanzen und Aufschwung                                |      | 1561     |
| Ministère des Armées                                                                           | Ministerium für Verteidigung                                                       |      | 1589     |
| Ministère de l’Intérieur                                                                       | Ministerium für Inneres                                                            |      | 1790     |
| Ministère du Travail, de l’Emploi et de l’Insertion                                            | Ministerium für Arbeit, Beschäftigung und Integration                              |      | 1906     |
| Ministère des Outre-mer                                                                        | Ministerium für die Überseegebiete                                                 |      | 1852     |
| Ministère de la Cohésion des territoires et des Relations avec les collectivités territoriales | Ministerium für territorialen Zusammenhalt und Beziehungen zu den lokalen Behörden |      | 2012     |
| Ministère de la Justice                                                                        | Ministerium für Justiz                                                             |      | 1790     |
| Ministère de la Culture                                                                        | Ministerium für Kultur                                                             |      | 1959     |
| Ministère de la Santé et de la Prévention                                                      | Ministerium für Gesundheit und Prävention                                          |      | 1921     |
| Ministère de la Mer                                                                            | Ministerium für das Meer                                                           |      | 1981     |
| Ministère de l’Enseignement supérieur, de la Recherche et de l’Innovation                      | Ministerium für Hochschulbildung, Forschung und Innovation                         |      | 1974     |
| Ministère de l’Agriculture et de l’Alimentation                                                | Ministerium für Landwirtschaft und Ernährung                                       |      | 1836     |
| Ministère de la Transformation et de la Fonction publiques                                     | Ministerium für Wandel und den öffentlichen Dienst                                 |      | 1932     |
| Ministère de la Transition énergétique                                                         | Ministerium für Energiewende                                                       |      | 1981     |
| Ministère des Sports et des Jeux olympiques et paralympiques                                   | Ministerium für Sport und die Olympischen und Paralympischen Spiele                |      | 1936     |